# کیوسوکه گوتو
کیوسوکه گوتو (انگلیسی: Kyosuke Goto؛ زادهٔ ۲۹ ژوئیهٔ ۱۹۹۲) بازیکن فوتبال اهل ژاپن است.